# Ta'um
Ta'um (tiếng Ả Rập: طعوم, cũng đánh vần Tu'um hoặc Taoum) là một ngôi làng ở miền bắc Syria, một phần hành chính của Tỉnh Idlib, nằm ở phía đông bắc Idlib. Các địa phương lân cận bao gồm Binnish ở phía tây nam, al-Fu'ah ở phía tây, Zardana ở phía bắc, Taftanaz ở phía đông bắc, Talhiyah ở phía đông và Iffis ở phía đông nam. Theo Cục Thống kê Trung ương Syria, Ta'um có dân số 3.054 trong cuộc điều tra dân số năm 2004.